# Riojan
Pour les articles homonymes, voir Riojan (homonymie).

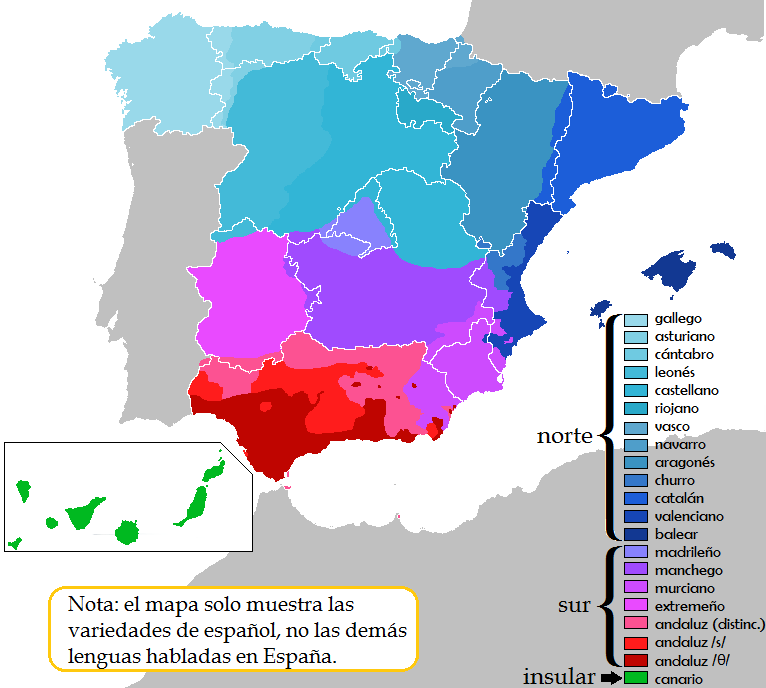
Carte des dialectes romans parlés en Espagne.

Le riojan (en castillan riojano) est l'ensemble des variétés dialectales autochtones du castillan parlées dans la région de La Rioja, en Espagne. Développé dans une zone de transition à de multiples niveaux, il présente des traits communs avec l'aragonais et le basque, mais aussi d'autres langues péninsulaires.
Initialement issu de l'extension du navarro-aragonais, il est en l'état actuel pratiqué essentiellement en milieu rural et par des personnes âgées, et en raison d'un exode rural continu se trouve en voie de disparition.

## Histoire
La Rioja se trouve au carrefour géographique entre la meseta et la vallée de l'Èbre. Au IVe siècle, la région fut rattachée à la Tarraconaise. À la suite conquête musulmane, la région se trouva à la limite entre le Royaume des Asturies et Al-Andalus.
Elle fut finalement reconquise par le royaume de Pampelune, entraînant une expansion du navarro-aragonais sur ces nouvelles terres traditionnellement bascophones, et débouchant sur la formation d'une dialecte qualifié de « riojan pré-castillan » (riojano precastellano). C'est dans cet idiome que sont écrites les Glosas Emilianenses trouvées au monastère de San Millán de la Cogolla, considérées par certains auteurs comme les plus anciennes traces connues de castillan archaïque, tandis qu'il s'agit selon d'autres d'une sorte de koinè regroupant les multiples parlers s'entrecroisant dans la région. Au XIe siècle, la région accueillit une importante communauté de Francs
En 1176, La Rioja fut annexée au royaume de Castille et la langue locale subit naturellement un intense processus de castillanisation, l'isolement géographique de la région facilitant la conservation de certains traits primitifs.
L'exode rural qui s'est maintenu tout au long du XXe siècle ainsi que le manque de valorisation sociale du dialecte régional expliquent sa progressive marginalisation. Dans l’actualité, il est pratiquement reclus aux zones rurales isolées et on le trouve essentiellement chez des personnes âgées. Certains de ses traits se sont éteints il y a longtemps, mais on peut encore entendre dans des villes comme la capitale Logroño des mots ou déclinaisons verbales propres au dialecte ancien.

## Géographie linguistique
Le riojan se divise en deux sous-dialectes : celui parlé dans les zones hautes (comarques de Haro, Anguiano, Ezcaray, Nájera et Santo Domingo de la Calzada), proche des parlers de Burgos et Soria, et celui parlé dans les zones basses (comarques de Arnedo, Calahorra et Alfaro), davantage influencé par l'aragonais et le roman navarrais. Le riojan dit moyen est parlé dans les comarques de la Tierra de Cameros et de Logroño, une zone de transition où l'on observe une confluence de traits issus des deux variantes. Ces comarques se caractérisent par la présence d'une partie montagneuse et d'une autre située dans les vallées. Les premières présentent des traits fondamentalement communs avec les parlers de la vallée de l'Èbre, transmis par le biais des anciennes transhumances.

## Caractéristiques linguistiques
Caractéristiques générales :
- restes lexicalisés de conservation de /f/ initial[1] ;
- conservation des groupes consonnantiques latins pl, cl, fl, comme en aragonais : plover (plovere en latin, llover en castillan, « pleuvoir »), flama ;
- comme en roman navarrais, conservation des groupes archaïques ns et mb : ansa (castillan asa, « anse »), lombo (castillan lomo)[1] ;
- tendance à la chute de /d/ intervocalique[1] ;
- changement en i et u des e et o finaux réciproquement : pobri (pobre), prau (prado)[1] ; des exceptions existent cependant comme mayo ;
- conservation du b latin dans la terminaison de l'imparfait de l'indicatif : mordiba (mordía)[1].

Caractéristiques des régiones basses :
- diphtongaisons inhabituelles de /o/ tonique, par exemple devant yod, comme en aragonais : luejo (pour lejos en castillan, « loin »)[1], ruejo (rojo, « rouge ») ;
- palatalisation du groupe intérieur /-tr-/ et apparition d'un r dit chinchineante (cuatcho pour cuatro en castillan)[1] ;
- utilisation du suffixe diminutif -ico, comme en aragonais.